# Gladys George
Gladys George (* 13. September 1904 in Patten, Maine; † 8. Dezember 1954 in Los Angeles, Kalifornien; eigentlich Gladys Clare Evans) war eine US-amerikanische Theater- und Filmschauspielerin. 

## Leben und Karriere
Gladys George, die gebürtig Evans mit Nachnamen hieß, wurde als Tochter englischer Eltern geboren. Sie stand schon mit drei Jahren erstmals auf der Bühne. Ihr Filmdebüt gab sie 1919 in Red Hot Dollars, woraufhin sie in den folgenden zwei Jahren eine Reihe von Stummfilmen drehte, ehe sie sich wieder dem Theater zuwandte. In den 1920er- und 1930er-Jahren wurde George zu einer bekannten Broadway-Schauspielerin und spielte etwa 1934 die Hauptrolle in der Originalaufführung des Stückes Personal Appearance von Lawrence Riley, wofür sie brillante Kritiken erhielt. 
Als Hollywood-Schauspielerin erlebte Gladys George 1936 mit dem Drama Die zweite Mutter ihren Durchbruch. Für die Rolle der aufopferungsvollen Carrie Snyder in diesem Film wurde sie für den Oscar als „Beste Hauptdarstellerin“ nominiert. Ein Jahr später spielte sie neben Spencer Tracy die weibliche Hauptrolle in 1918 – Der Friede brach aus und hatte eine weitere tragische Frauenrolle in dem Drama Madame X. 1938 wirkte sie in einer Nebenrolle als Madame Dubarry an der MGM-Prestigeproduktion Marie-Antoinette mit. 1939 spielte sie neben Humphrey Bogart und James Cagney eine wichtige Rolle als gewiefte, aber doch gutzherzige Nachtclubsängerin in dem Gangsterfilm Die wilden Zwanziger. 
In den 1940er-Jahren ließ die Qualität der Filmangebote für George nach und sie musste sich hauptsächlich mit Nebenrollen begnügen. Ihre heute vielleicht bekanntester Film ist Die Spur des Falken (1941) aus dem Jahr 1941, wo sie als Iva Archer auftrat, deren Ehemann zu Beginn des Films ermordet wird. Obgleich an dritter Stelle im Vorspann genannt, hat George in dem Film aber nur zwei wirkliche Szenen. Häufig spielte sie später Frauen unter unglücklichen oder als zwielichtig angesehenen Umständen, so als Leiterin eines Bordells in Robert Siodmaks Krimi Weihnachtsurlaub (1944), als in ärmlichen Verhältnissen lebende Stiefmutter von Dana Andrews in William Wylers Oscar-Gewinner Die besten Jahre unseres Lebens (1946) oder als die hart wirkende Mutter von John Garfields Gangster in Steckbrief 7-73 (1951). Im Jahr 1953 drehte George ihren letzten Film It Happens Every Thursday. Gegen Ende ihres Lebens trat sie auch mehrfach in US-Fernsehproduktionen auf.
Gladys George litt in ihren letzten Lebensjahren unter mehreren schweren Krankheiten. Sie starb 1954 mit 50 Jahren an intrazerebraler Blutung und wurde auf dem Valhalla Memorial Park Cemetery in L.A. beigesetzt. Gladys George war nacheinander mit dem Schauspieler Ben Erway, dem Papierfabrikanten Edward Fowler, dem Schauspieler Leonard Penn und dem Hotelpagen Kenneth Bradley verheiratet. Alle Ehen wurden geschieden.

## Filmografie (Auswahl)
- 1919: Red Hot Dollars
- 1921: The House That Jazz Built
- 1934: Straight Is the Way
- 1936: Die zweite Mutter (Valiant Is the Word for Carrie)
- 1937: 1918 – Der Friede brach aus (They Gave Him a Gun)
- 1937: Madame X
- 1938: Marie-Antoinette
- 1938: Love Is a Headache
- 1939: Die wilden Zwanziger (The Roaring Twenties)
- 1941: Die Spur des Falken (The Maltese Falcon)
- 1941: The Lady from Cheyenne
- 1943: The Hard Way
- 1943: The Crystal Ball
- 1944: Weihnachtsurlaub (Christmas Holiday)
- 1944: Minstrel Man
- 1946: Die besten Jahre unseres Lebens (The Best Years of Our Lives)
- 1949: Die Straße der Erfolgreichen (Flamingo Road)
- 1950: Zwischen zwei Frauen (Bright Leaf)
- 1950: Geheimpolizist Christine Miller (Undercover Girl)
- 1951: Steckbrief 7-73 (He Ran All the Way)
- 1951: Das Wiegenlied vom Broadway (Lullaby of Broadway)
- 1951: Die silberne Stadt (Silver City)
- 1953: It Happens Every Thursday